# پیو یه-جین
پیو یه جین (کره‌ای: 표예진؛ زادهٔ ۳ فوریه ۱۹۹۲) بازیگر اهل کره جنوبی است. از جمله کارهای او در مجموعه‌های تلویزیونی می‌توان به وی‌آی‌پی ، راننده تاکسی و شکوفایی جوانی ما اشاره کرد.

## حرفه
پیو یه جین از سال ۲۰۱۱ تا ۲۰۱۳ مهماندار شرکت هواپیمایی کورین ایر بود و این شغل را ترک کرد تا حرفهٔ بازیگری را دنبال کند.

## فیلم‌شناسی

### فیلم
| سال  | عنوان                     | نقش                | توضیحات                     | منابع       |
| ---- | ------------------------- | ------------------ | --------------------------- | ----------- |
| ۲۰۱۴ | خانم مادربزرگ             | مجری برنامه موسیقی | حضور افتخاری                | [ ۳ ]       |
| ۲۰۲۰ | شیهو                      | شی آه              |                             | [ ۴ ]       |
| ۲۰۲۱ | ان‌فریمد – خوشحالی غم‌انگیز |                    | حضور ویژه / فیلم کوتاه واچا | [ ۵ ] [ ۶ ] |

### مجموعه تلویزیونی
| سال       | عنوان                | نقش                 | توضیحات               | منابع  |
| --------- | -------------------- | ------------------- | --------------------- | ------ |
| ۲۰۱۲      | آقای اوه اینجا می‌آید |                     |                       | [ ۷ ]  |
| ۲۰۱۶      | قرارداد ازدواج       | هیون آ را           |                       | [ ۸ ]  |
| ۲۰۱۶      | پزشکان               | هیون سو جین         |                       | [ ۹ ]  |
| ۲۰۱۶      | جنتلمن مغازه خیاطی   | کیم جونگ            |                       |        |
| ۲۰۱۷      | مبارزه برای راهم     | جانگ یه جین         |                       | [ ۱۰ ] |
| ۲۰۱۷      | وقتی تو خواب بودی    | چا یو جونگ          |                       | [ ۱۱ ] |
| ۲۰۱۷      | بازگشت عشق           | گیل اون جو          |                       |        |
| ۲۰۱۸      | منشی کیم چشه؟        | کیم جی آ            |                       | [ ۱۲ ] |
| ۲۰۱۹      | هتل دل لونا          | بازیگر              | حضور افتخاری (قسمت ۶) | [ ۱۳ ] |
| ۲۰۱۹      | وی‌آی‌پی               | اون یو ری /ها یو ری |                       | [ ۱۴ ] |
| ۲۰۲۱–۲۰۲۳ | راننده تاکسی         | آن گو اون           | فصل ۱–۲               |        |
| ۲۰۲۳      | شکوفایی جوانی ما     | گا رام              |                       | [ ۱۵ ] |